# نادي غيخيليو
نادي ديبورتيفو غيخيليو هو نادي كرة قدم إسباني يتمركز في غيخيليو، مقاطعة شلمنقة، منطقة قشتالة وليون ذاتية الحكم. تأسس في 1974 ويلعب في الدوري الإسباني الدرجة الثانية ب – المجموعة 1، ويستضيف مبارياته في ملعب غيخيلو البلدي، بسعة 1500 مشجع.